# NGC 2014
NGC 2014 è una regione H II visibile nella costellazione del Dorado, all'interno della Grande Nube di Magellano. 
Scoperta da James Dunlop nel 1826, è chiamata anche Nebulosa Corallo Cosmico, poiché nella sua forma ricorda i coralli marini. Assieme a NGC 2020 viene indicata come la Barriera Corallina Cosmica.

NGC 2014 e la sua compagna NGC 2020 in un'immagine scattata dal telescopio spaziale Hubble